# Брвінув
Брвінув (пол. Brwinów) — місто в центральній Польщі.
Належить до Прушковського повіту Мазовецького воєводства. За даними 2014 року в місті проживає 13 178 мешканців.
До 1954 року в місті діяла парафіяльна рада Геленова.
У період з 1975 по 1998 років., місто належало до Варшавського воєводства. Брвінув лежить на  рівнині Ловіч-Блоне (пол. Łowicz–Błonie)
13 квітня 2014 року відбувся виставковий футбольний матч «Варшавські орли» - «Ангели Торунь».
У місті також є залізничний вокзал.

## Демографія
Демографічна структура станом на 31 березня 2011 року:
|          | Загалом | Допрацездатний вік | Працездатний вік | Постпрацездатний вік |
| -------- | ------- | ------------------ | ---------------- | -------------------- |
| Чоловіки | 5981    | 1184               | 4042             | 755                  |
| Жінки    | 6739    | 1159               | 3944             | 1636                 |
| Разом    | 12720   | 2343               | 7986             | 2391                 |

## Люди, пов'язані з містом
- Лешек Буґайскі, літературний критик, редактор щомісячного журналу "Twórczość" і культурного розділу в тижневику "Newsweek Polska";
- Томаш Бурек, історик і дослідник сучасної літератури;
- Лешек Енгелькінг, поет, романіст, літературний критик, перекладач;
- Болеслав Гриневецький, натураліст;
- Єжи Гриневецький, архітектор;
- Ярослав Івашкевич, письменник, поет;
- Станіслав Ковалевський, польський прозаїк, автор творів для молоді та сценічних творів;
- Вацлав Ковальскі, польський актор;
- Роман Куркевіч, журналіст і публіцист;
- Анна Лісовска-Нєпоколчицка, письменниця, авторка п'єс;
- Павел Мілцарек, публіцист, директор Polskie Radio Program II;
- Вацлав Непоколчицький, перекладач;
- Радослав Пазура, польський актор;
- Генрик Ванек, художник;
- Вацлав Вернер, фізик, викладач Варшавської політехніки ;
- Станіслав Вернер, фізик, почесний громадянин ґміни Брвінув.

З 2006 року в Брвінуві зберігається літературний архів письменника, журналіста і репортера Люціана Волановського (1920-2006).